# Elatostema salomonense
Elatostema salomonense är en nässelväxtart som beskrevs av Perry. Elatostema salomonense ingår i släktet Elatostema och familjen nässelväxter. Inga underarter finns listade i Catalogue of Life.